# Lisa Stansfield
Lisa Jane Stansfield (Heywood, 11 aprile 1966) è una cantante britannica di stile club e jazz. Ha ottenuto una nomination ai Grammy Awards negli Stati Uniti, ha vinto alcuni Brit Awards nella madrepatria e ha avuto anche qualche esperienza come attrice di cinema, teatro e TV.

## Biografia
Lisa nasce a Manchester, nel Regno Unito, da Marion e Keith Stansfield ed ha due sorelle, Karen e Suzanne. Si trasferisce con la famiglia a Heywood nel 1976 e a Rochdale nel 1977, diplomandosi in seguito al Siddal Moor Sports College.
Crescendo, ascolta la musica soul preferendo il canto di Diana Ross e delle Supremes, apprezzando anche Barry White e Marvin Gaye.
Nel 1980 vince la competizione musicale Search for a Star, tenutasi al nightclub Talk of the Town e nel 1981 realizza il suo primo singolo, intitolato Your Alibis, per la Devil Records.
Nel 1982 partecipa allo spettacolo televisivo Bring Me the Head of Light Entertainment sul canale ITV Granada e allo stesso tempo firma un contratto discografico con la Polydor Records.
Nel 1983 Johnnie Hamp produce per la tv ITV Granada un documentario intitolato Born in the Sixties: Lisa Stansfield, che racconta il profilo dell'aspirante cantante includendo interviste a lei e ai suoi familiari e alcune canzoni da lei interpretate.

## Carriera

### L'inizio della carriera e il successo
Appena adolescente, pubblica diversi singoli senza riscuotere successo, presenta il programma televisivo pop per bambini Razzmatazz insieme ad Alistair Pirrie e compare nello spettacolo per bambini The Krankies Klub nel 1983 insieme al comico Jimmy Cricket e alla band pop rock Rocky Sharpe and the Replays, mantenendo inalterato il forte accento di Heywood, tipico della zona di Rochdale in cui è nata.
Tra il 1982 e il 1983 pubblica i tre singoli consecutivi The Only Way, Listen to Your Heart e I Got a Feeling, che verranno poi ripubblicati nell'album In Session nel settembre del 1996.
Dopo il modesto successo del singolo Jackie con i Blue Zone, la band di cui faceva parte all'inizio assieme a Ian Devaney e Andy Morris, il gruppo house-dance dei Coldcut la invita a prestare la sua calda voce soul, contraddistinta da un falsetto che nelle note più alte acquista toni decisamente maschili, per il singolo People Hold On, ottenendo il suo primo vero successo da classifica, anche se condiviso con i due musicisti della band ospite.
La sua prima e finora unica posizione numero 1 da solista nelle classifiche britanniche, All Around the World del 1989, è forse il suo brano più noto a livello internazionale.
In Italia Stansfield ha conosciuto un successo commerciale discontinuo ottenendo 10 hit, di cui 5 top 10, con Change alla posizione numero 2, All Around the World alla numero 3 e The Real Thing alla numero 4, forse per avere atteso fino al 2001 per realizzare la sua prima tournée italiana, in occasione, tra l'altro, della promozione di uno dei suoi album meno venduti, Face Up. 
Nel 1990 All Around the World raggiunge la posizione numero 3 anche nella classifica statunitense di Billboard.
Altri suoi successi commerciali provengono dall'album di debutto Affection: This Is the Right Time, prodotta in stile house music dai Coldcut con la collaborazione di Mark Saunders, Live Together, What Did I Do to You e You Can't Deny It, che ha riscosso grande successo anche negli USA. 
All Around the World detiene il primato di prima canzone di una cantante solista bianca di sesso femminile a raggiungere la posizione numero 1 nella classifica r'n'b di Billboard, bissato in seguito da You Can't Deny It. Affection conquista il disco di platino negli Stati Uniti, vendendo cinque milioni di copie in totale nel mondo. 
Nel 1990, Lisa Stansfield vince un Billboard Award e il suo primo BRIT Award, entrambi come "migliore artista esordiente". Nei due anni seguenti ne vincerà altri 2, entrambi come "migliore artista femminile", mentre All Around the World otterrà da sola 3 riconoscimenti: un ASCAP Award nel 1991 come "canzone più trasmessa" e 2 Ivor Novello Awards (il primo, nel 1990, come "migliore brano contemporaneo" e il secondo, nel 1991, come "migliore canzone internazionale").
Nel 1990, Stansfield partecipa anche, con molti altri artisti, al disco di beneficenza Red Hot + Blue che, rendendo un tributo alle composizioni di Cole Porter, raccoglie fondi per la ricerca sull'AIDS. Nel brano Down in the Depths, una delle poche interpretazioni nell'album fedeli all'originale, Stansfield mostra le sue inclinazioni swing e jazz. Inizia da qui l'abitudine della cantante di offrire brani jazz a progetti paralleli alla sua carriera principale. Ed è probabilmente questa sua propensione per il genere a condurla anche al ruolo di protagonista femminile per il film indipendente Swing del 1999, dove non solo recita ma anche compone e interpreta quasi tutti i brani della colonna sonora dal titolo omonimo.
Nel 1991 e nel 1992, Stansfield vince due BRIT Awards consecutivi come "miglior artista solista femminile britannica". Il suo secondo album, Real Love, non ottiene però lo stesso successo del precedente Affection. In ogni caso, produce 4 singoli che entrano tra i primi 40 posti nelle classifiche europee: Change, All Woman, Time to Make You Mine (accompagnata da un videoclip molto elaborato) e Set Your Loving Free. Change, per cui sono stati realizzati due diversi videoclip (uno per il mercato europeo, più concentrato sul look e su suggestivi paesaggi naturali, e uno per il mercato statunitense, più attento a mettere in evidenza le doti di cantante in compagnia dalla sua band), diventa da allora uno dei suoi brani classici. All Woman è invece il terzo singolo della Stansfield alla posizione numero 1 nella classifica r'n'b di Billboard; grazie a questo successo, l'album ottiene un disco d'oro negli USA. All Woman appartiene al cosiddetto genere del «kitchen sink soul» (letteralmente "soul da lavello di cucina"), pieno di pathos ed emozione dal punto di vista domestico femminile. Notevole la partecipazione al Freddie Mercury Tribute Concert, dove interpreta These Are the Days of Our Lives con George Michael e I Want to Break Free spingendo l'aspirapolvere come nel video dei Queen.

### Il successo europeo
Per tutti gli anni novanta continua a registrare brani soul di diversa intensità, con spiccate influenze disco, staccandosi - lentamente, ma costantemente - dal genere della dance più ballabile, per orientarsi invece verso il sottogenere, meno commerciale, della ballad, alla quale approderà - progressivamente e definitivamente - con l'album eponimo, Lisa Stansfield, pubblicato a ridosso del nuovo millennio. Nel 1992, intanto, registra un pezzo intitolato Someday (I'm Coming Back), inserito nella colonna sonora più venduta in assoluto nella storia della musica del cinema, quella realizzata per il film The Bodyguard-Guardia del corpo, con Whitney Houston e Kevin Costner, che vende 44 milioni di copie: la canzone sale fino al 10º posto nella classifica britannica dei singoli all'inizio dell'anno successivo. Il suo terzo album, So Natural, del 1993 genera altri tre singoli, che entrano di nuovo nella top 40 europea: la title track So Natural, In All the Right Places e Little Bit of Heaven. Il lavoro, però, non uscirà mai negli Stati Uniti: infatti la sua popolarità negli USA è in forte calo e riprenderà quota soltanto a distanza di qualche anno, con il successivo LP del 1997. Il brano In All the Right Places, incluso anche nella colonna sonora del film Proposta indecente, con Demi Moore e Robert Redford, è l'ultimo pezzo scritto da Lisa e Ian Devaney insieme ad Andy Morris, ex Blue Zone e compagno di scuola dei due, che ha contribuito al successo dei primi due dischi. Il resto dell'album del 1993 è composto da brani della collaudata coppia Stansfield/Devaney (nella vita e nel lavoro).
Il suo quarto album, intitolato Lisa Stansfield, del 1997, ottiene grandi riscontri in Europa, piazzando nella top ten i due singoli People Hold On (ristampato in una versione dance remixata dai Dirty Rotten Scoundrels) e The Real Thing, e nella top 40 Never Never Gonna Give You Up, cover di un successo del 1973 di Barry White, da lei sempre indicato come suo maggiore ispiratore. Negli Stati Uniti l'album gode di una certa promozione nei circuiti nazionali, ottenendo però maggiormente riscontro nei piccoli club e nelle grandi discoteche grazie ai remix dance. Non a caso i 4 singoli Never Never Gonna Give You Up, I'm Leavin, Never Gonna Fall e il bootleg di remix di People Hold On raggiungono il 1º posto nella classifica statunitense Hot Dance Club Play. Nel complesso, l'album non va oltre la posizione numero 30 nella classifica hip hop. 
Successivamente esce un album di remix, comunemente conosciuto come Lisa Stansfield - The Remix Album, ma di fatto intitolato Lisa Stansfield - The #1 Remixes (EP), che riceve riscontri nelle discoteche e nei club, soprattutto negli USA, dove viene spinto dalla comunità dance stessa.
Il videoclip di Never Never Gonna Give You Up, dove la cantante passeggia nuda per una via cittadina comprandosi dei vestiti lungo il cammino, viene accusato da certa critica di usare la nudità al solo scopo di ottenere attenzione. Il video viene passato soprattutto da VH1 in rotazione continua, riservandogli il cosiddetto «trattamento pop up», che consiste nel sovraimprimere alle immagini della clip delle informazioni di vario genere all'interno di rettangoli colorati che si aprono e si richiudono. Durante il periodo di promozione del singolo, Stansfield compare nello spettacolo della drag queen RuPaul, noto in Italia per un duetto con Elton John.
L'album del 2001 Face Up riscuote meno successo, sfiorando appena la classifica e ricevendo pochissima pubblicità. Il disco produce comunque due singoli interessanti, Let's Just Call It Love e 8-3-1 e, oltre a contenere brani più in linea con il suo stile abituale, permette alla cantante di sperimentare nuovi sottogeneri di r'n'b come il 2-step. Il marito della Stansfield, Ian Devaney, crea un arrangiamento per la ballad How Could You, che mette in mostra il suo grande amore per Burt Bacharach. Nel Regno Unito viene ufficialmente pubblicato soltanto il primo singolo, Let's Just Call It Love.

### La prima raccolta e il cambio di etichetta
Dopo l'uscita di Face Up, viene realizzata, nel 2003, la prima raccoltadi successi, Biography - The Greatest Hits, che vende parecchio sia nel Regno Unito che nel resto d'Europa. A questo punto Lisa Stansfield si separa dalla casa discografica che fino ad allora ha pubblicato tutti i suoi lavori, la Arista Records/BMG, ponendo fine a una collaborazione durata per ben diciotto anni. La cantante firma un nuovo contratto con la ZTT Records per il Regno Unito, e il primo album pubblicato per la piccola etichetta, intitolato The Moment, esce nel 2004, prodotto da Trevor Horn, ben noto per aver lavorato con artisti come Seal, Grace Jones e i Frankie Goes to Hollywood. Il disco, distribuito nel resto d'Europa dalla Edel International, contiene Treat Me Like a Woman e Easier, entrambe pubblicate come lati A di un unico singolo, il cosiddetto «double A side», e If I Hadn't Got You, una canzone scritta dal cantante, compositore, produttore e editore musicale britannico Chris Braide insieme a Chris Difford, già attivo come compositore all'interno del gruppo new wave britannico degli Squeeze negli anni settanta e ottanta e riunitisi nel 2007. Nell'album, Stansfield si avventura per la prima volta su un terreno nuovo, caratterizzato da un genere musicale maggiormente orientato verso la pop music più pura, con accenti a tratti quasi rock, concentrandosi, come sempre, sulle ballate romantiche. Tra l'altro, si tratta del primo lavoro a lungo respiro di cui Lisa e il marito Ian, assieme ai soliti collaboratori, non hanno scritto tutte le canzoni (solo 4 brani portano infatti la loro firma).
Nonostante il lavoro svolto da tutto il team, né l'album né i singoli da esso estratti riscuotono un gran successo. La promozione organizzata dalla ZTT si rivela piuttosto scarsa e deludente: l'etichetta pubblicizza l'album con un enorme manifesto soltanto nella zona di Manchester e dintorni, dove è nata Stansfield, tralasciando del tutto la pubblicità a mezzo stampa e la promozione nei negozi di dischi. Alla fine di quello stesso anno, il 2004, la ZTT addirittura rompe il contratto con Lisa.
Nel 2005 viene pubblicato il suo primo DVD, in cui presenta la sua performance del 2003 al club Ronnie Scott's. In quello stesso 2003 la sua vecchia casa discografica Arista/BMG, in concomitanza con l'uscita della raccolta Biography - The Greatest Hits, ristampa l'intero catalogo in proprio possesso della cantante, sia in dischi separati che in un unico cofanetto intitolato The Complete Collection, ovvero i suoi primi 5 album di inediti di studio, nonché la colonna sonora del film Swing, tutti in speciali edizioni deluxe in digipak che, oltre alle originarie track listing rimasterizzate, contengono ciascuno una serie di bonus track, costituiti per lo più da lati B o brani pubblicati parallelamente ai vari album: Affection, per esempio, comprende anche il primissimo grande successo della cantante People Hold On che, di fatto, apparterrebbe al repertorio dei Coldcut e infatti compariva sul loro album dell'epoca, mentre So Natural, il lavoro del 1993, contiene anche Dream Away, duetto con Babyface, realizzato in quello stesso anno ma dopo l'uscita dell'album.
Nel gennaio 2010 appare ad un concerto privato nella città di Bratislava, che viene presentato tramite una sontuosa conferenza stampa che fa il giro del mondo.
A settembre del 2011 è la guest star della cena di gala organizzata ad Hong Kong per l'inaugurazione del nuovo atelier di Van Cleef, durante la quale si esibisce per il pubblico rispolverando i suoi più grandi successi.
Nel febbraio del 2014, dopo dieci anni di attesa, esce sul mercato discografico sotto doppia etichetta Monkeynatra/Edel, il settimo album di studio di Lisa Stansfield, intitolato semplicemente Seven. L’album, dopo una lavorazione durata circa un paio di anni, è preceduto da una serie di concerti in giro per l’Europa. Seven è prodotto come sempre dal marito Ian Devaney: per la Stansfield è un ritorno alle sonorità delle origini, con uno stile ispirato dai maestri del soul e del funky anni settanta, ma si intuiscono anche influenze di altri lavori da lei stessa realizzati in passato.
Live in Manchester viene pubblicato ad agosto 2015 sotto etichetta earMusic ed è il primo album live di Lisa, registrato il 7 settembre 2014 durante una tappa del suo tour a Manchester presso la Bridgewater Hall. La masterizzazione è effettuata presso gli Abbey Road Studios di Londra.
Il 6 aprile 2018 esce Deeper, l'ottavo album da solista della cantante di Rochdale. Il nuovo lavoro è prodotto dal marito Ian Devaney e dal percussionista Mark Cotgrove alias Snowboy. Everything è il singolo di apertura, mentre Billionaire è il primo estratto ufficiale, accompagnato da videoclip. Il secondo singolo è, invece, Never Ever, anch'esso abbinato ad un videoclip.

### La carriera di attrice
Praticamente eclissatasi dal mondo della musica, a partire da fine anni novanta/inizio anni duemila Lisa Stansfield si concentra sulla sua carriera di attrice, iniziata quando era ancora sotto contratto con la Arista/BMG. Prende parte come protagonista femminile al film del 1999 Swing insieme a Hugo Speer, registrando per la relativa colonna sonora alcune cover di classici appartenenti al genere swing, nonché alcuni inediti scritti da lei stessa nello stesso stile.
Dal 4 al 23 febbraio del 2002 presso l'Arts Theatre, nel West End di Londra, prende parte allo spettacolo intitolato The Vagina Monologues. A suo fianco, per questo ciclo di spettacoli, sono presenti Anita Dobson e Cecilia Noble.
Grazie agli accordi con l'emittente con ITV, per la Stansfield arriva il momento di affrontare il progetto Goldplated, una miniserie televisiva in otto episodi, che fa il suo debutto su Channel 4 nell'ottobre del 2006. La serie racconta la storia dell'imprenditore John White, nella quale le vicende legate al business s’intrecciano con quelle della vita personale del protagonista. Lisa, nel ruolo di Trinny Jamieson, appare in due episodi, precisamente in The Charity Dinner e The Funeral.
Nel 2007, è protagonista dell'episodio intitolato Ordeal by Innocence nella serie TV Miss Marple nei panni di Mary Durrant.
Successivamente entra nel cast di The Edge of Love nel ruolo di Ruth Williams.
Alla fine di dicembre dello stesso anno partecipa a Quest for a Heart, lungometraggio di animazione in cui Lisa doppia uno dei personaggi (l'elfo Millie) e canta la canzone principale, intitolata appunto Quest for a Heart, una delle sue ultime incisioni, non inclusa nella colonna sonora realizzata dal musicista finlandese Tuomas Kantelinen.
Nel 2009 interpreta se stessa nel cortometraggio di Nick Mead intitolato Dean Street Shuffle.
Partecipa anche al film indipendente Northern Soul (2014) di Elaine Constantine nel ruolo di mamma.

## Vita privata
Nel 1987 sposa il designer italiano Augusto Grassi, con il quale vive a Zagarolo, in Italia. Il matrimonio dura, però, solo 4 mesi. Dopo il divorzio fa ritorno nel Regno Unito.
Nel luglio del 1998 sposa il trombettista, tastierista elettronico e chitarrista Ian Devaney, suo ex compagno di scuola, con il quale collabora fin dall'inizio della sua carriera.

## Discografia

### Album in studio
- 1989 - Affection (Arista)
- 1991 - Real Love (Arista)
- 1993 - So Natural (Arista)
- 1997 - Lisa Stansfield (Arista)
- 2001 - Face Up (Arista)
- 2004 - The Moment (ZTT)
- 2014 - Seven (Monkeynatra/Edel)
- 2018 - Deeper (earMUSIC)

### Album dal vivo
- 2015 - Live in Manchester (earMUSIC)

### Raccolte
- 1996 - In Session (Sovereign/Delta Music/Arvato)
- 2003 - Biography - The Greatest Hits (Arista)
- 2003 - The Complete Collection (Arista)
- 2014 - The Collection 1989-2003 (Edel)

### Album di remix
- 1998 - The Remix Album (Arista)
- 2014 - Seven+ (Monkeynatra/Edel)
- 2014 - People Hold On... The Remix Anthology (Edel)

### Colonne sonore
- 1999 - Swing: Original Motion Picture Soundtrack (BMG/Arista)

## Filmografia
- 1999: Swing
- 2005: Monkey Trousers
- 2006: Goldplated
- Miss Marple (Agatha Christie's Marple): Ordeal by Innocence - serie TV, episodio 3x02 (2007)
- 2007: Quest for a Heart
- 2008: The Edge of Love
- 2009: Dean Street Shuffle
- 2014: Northern Soul